# 石子乡
石子乡，是中华人民共和国重庆市忠县下辖的一个乡镇级行政单位。

## 行政区划
石子乡下辖以下地区：
金矿村、宝山村、杨兴村、芋溪村和向阳村。